# Episodi di Spirit: Avventure in libertà (ottava stagione)
L'ottava stagione di Spirit: Avventure in libertà è stata pubblicata negli USA il 5 aprile 2018 su Netflix.
In Italia, è andata in onda su DeaKids dal 12 aprile 2019.
| Nº | Nº | Titolo originale                    | Titolo italiano                    | Prima TV USA  | Prima TV Italia |
| -- | -- | ----------------------------------- | ---------------------------------- | ------------- | --------------- |
| 47 | 1  | Lucky and the Warm Welcome          | Un caldo benvenuto                 | 5 aprile 2018 | 12 aprile 2019  |
| 48 | 2  | Lucky and the Dressage Sabotage     | La gara di dressage                | 5 aprile 2018 | 15 aprile 2019  |
| 49 | 3  | Lucky and the Girl Who Cried Wolf   | Cuccioli                           | 5 aprile 2018 | 16 aprile 2019  |
| 50 | 4  | Lucky and the Endless Possibilities | La giornata di orientamento        | 5 aprile 2018 | 17 aprile 2019  |
| 51 | 5  | Lucky and the New Frontier: Part 1  | La nuova frontiera (prima parte)   | 5 aprile 2018 | 29 aprile 2019  |
| 52 | 6  | Lucky and the New Frontier: Part 2  | La nuova frontiera (seconda parte) | 5 aprile 2018 | 29 aprile 2019  |